# Histopona italica
Histopona italica är en spindelart som beskrevs av Brignoli 1977. Histopona italica ingår i släktet Histopona och familjen trattspindlar. Inga underarter finns listade i Catalogue of Life.